# باشگاه فوتبال قهرمان‌مرعش‌اسپور
باشگاه فوتبال قهرمان‌مرعش‌اسپور (به لاتین: Kahramanmaraşspor) یک تیم فوتبال در ترکیه است که در شهر قهرمان‌مرعش فعالیت می‌کند.